# 가정음악실
가정음악실은 부산MBC FM4U(FM 88.9㎒)에서 매일 오전 11시부터 낮 12시까지 방송되는 클래식 전문 라디오 프로그램이며, DJ는 안희성 아나운서이다.

## 역사
1974년 10월 1일 《FM 가정음악실》로 방송을 시작해, 2019년 4월 1일부터 "가정음악실"로 제목을 변경했다.

## 역대 진행
| 대수 | 진행자          | 진행 기간       | 비고 |
| ---- | --------------- | --------------- | ---- |
| 1대  | 안희성 아나운서 | 일자미상 ~ 현재 |      |

## 같이 보기
- 부산문화방송
- MBC FM4U
  - 이석훈의 브런치카페